# 辨喜
斯瓦米·維韋卡南達，通称辨喜（直译：「師 辨-喜」；1863年1月12日—1902年7月4日），原名纳伦德拉纳特·杜塔，孟加拉人，近代印度教哲學家、宗教改革家，印度民族主义与新吠檀多哲学的先驱人物。“斯瓦米·维韦卡南达”为其法名。

## 生平
1863年，辨喜出生于加尔各答的卡雅斯塔家庭，自幼便对宗教与灵性感兴趣。1870年代至1880年代，辨喜先后在加尔各答区立学院与加尔各答大学达夫学院学习，研读西方哲学,毕业后便拜羅摩克里希納为师，投身印度教活动。1888年起，辨喜作为托缽僧周游印度各地，广泛接触印度的民众。1893年，辨喜打破了印度教教徒不得出海远游的传统，前往美国芝加哥参与世界宗教大会，之后还在美国各地发表了数十场探讨吠檀多哲學的演说，在西方学术界产生了巨大的反响。被哈佛大学、哥伦比亚大学聘请后，辨喜在1896年创作《吠檀多哲学》、《业瑜伽》、《王瑜伽》，最早向西方世界介绍了瑜伽。此外，他还在同年于纽约创办吠檀多研究会，开始向西方世界传播吠檀多哲学。
在美国、西欧等地进行巡回演讲后，辨喜于1897年回国，受到印度各界的欢迎。同年5月1号，他在加尔各答创办羅摩克里希納機構，该组织在后来成为印度最具影响力的宗教改革组织之一。1899年，辨喜前往喜马拉雅山麓创办不二论学院，旨在对吠檀多哲学进行研究与改革。同年6月后，辨喜再度前往美国演讲，并出席法国巴黎的世界宗教史会议。1902年，辨喜因健康情况恶化逝世，终年39岁。
他对印度教和“吠檀多派”的理论进行改革，被称为“新吠檀多派”的首创者。认为世界最高的本质是“梵”（宇宙的精神），现实的物质世界不过是到达“梵”的一个阶梯。同时认为物质世界同“梵”不能断然分开，物质同运动不能断然分开，时间、空间和因果都有其客观实在性。社会方面，主张社会改良，抨击英国殖民统治，举办社会福利事业，是印度资产阶级民族运动的思想家。著作有全集八卷，包括《业瑜珈》《王瑜珈》《智瑜珈》《吠檀多哲学》《现代印度》等。
辨喜被本国民众普遍认为是印度现代史上最具影响力的人物之一，甘地、泰戈尔、奥罗宾多、钱德拉·鲍斯等重要人物均受其思想影响（详见辨喜的影响）。辨喜的生日更是被印度政府尊为全国青年日，每年的这一天均有纪念活动。

## 图册

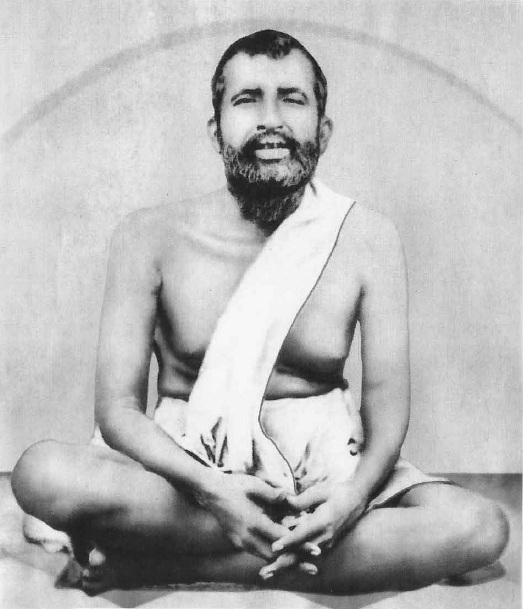
老師，拉瑪克里斯納
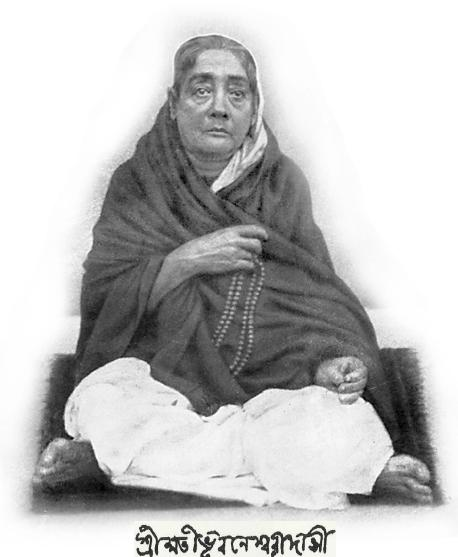
母親，尼斯瓦里・提毗
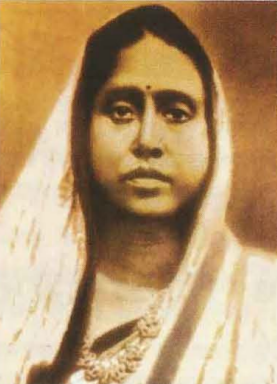
姐，提毗
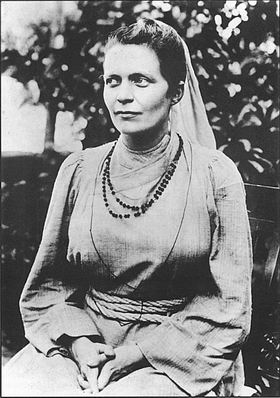
弟子，尼维蒂塔女士
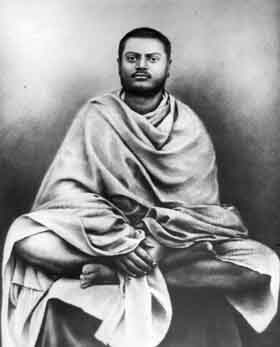
辨喜《金奈，1886年》
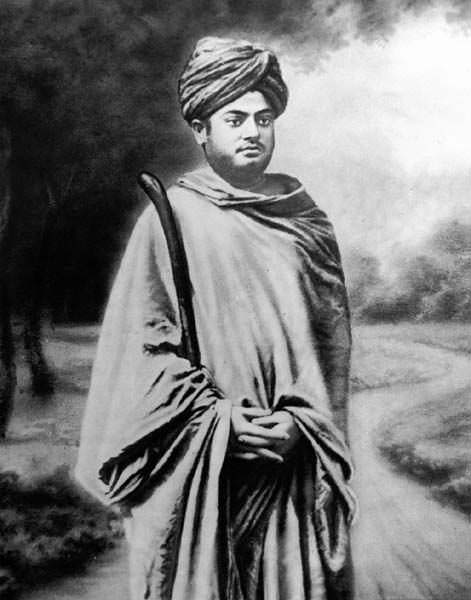
辨喜《齋浦爾，1891–1892年》
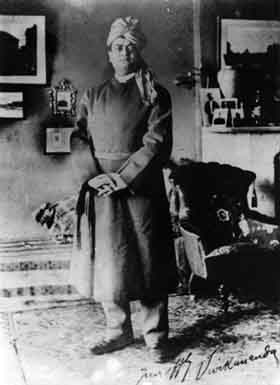
辨喜《芝加哥，1893年》
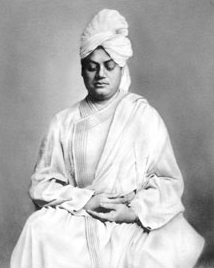
辨喜《倫敦，1896年》
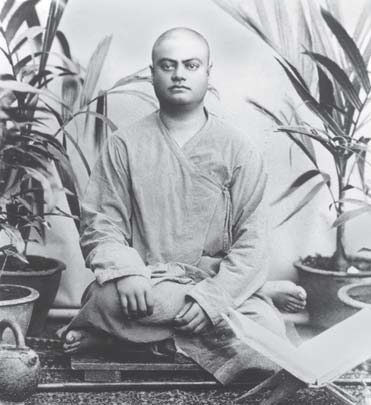
辨喜《金奈，1897年》
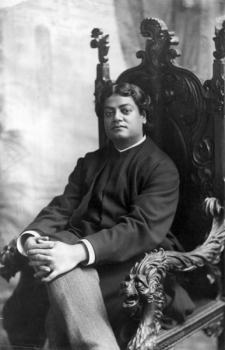
辨喜《加利福尼亞，1900年》
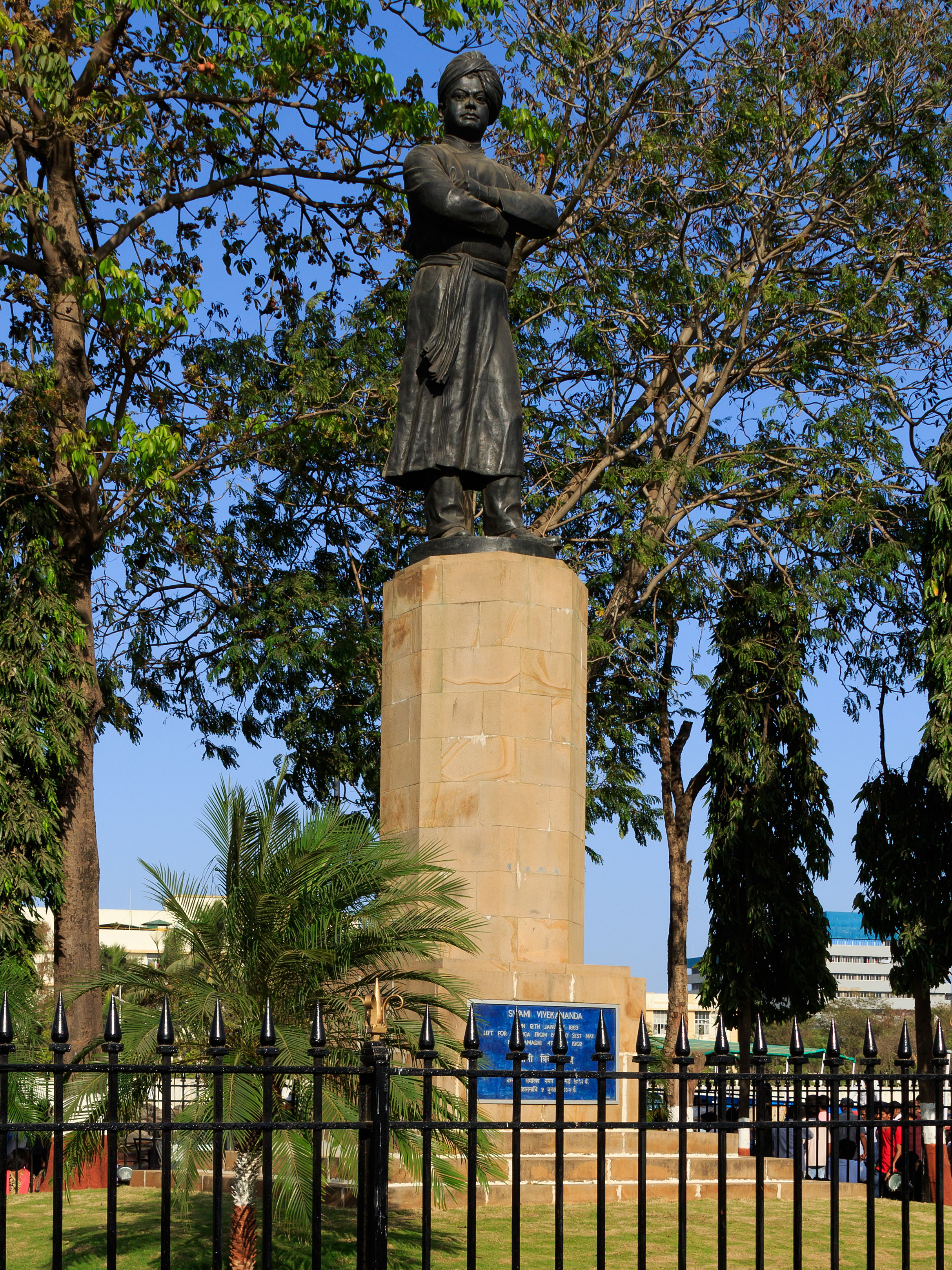
雕像《孟買》
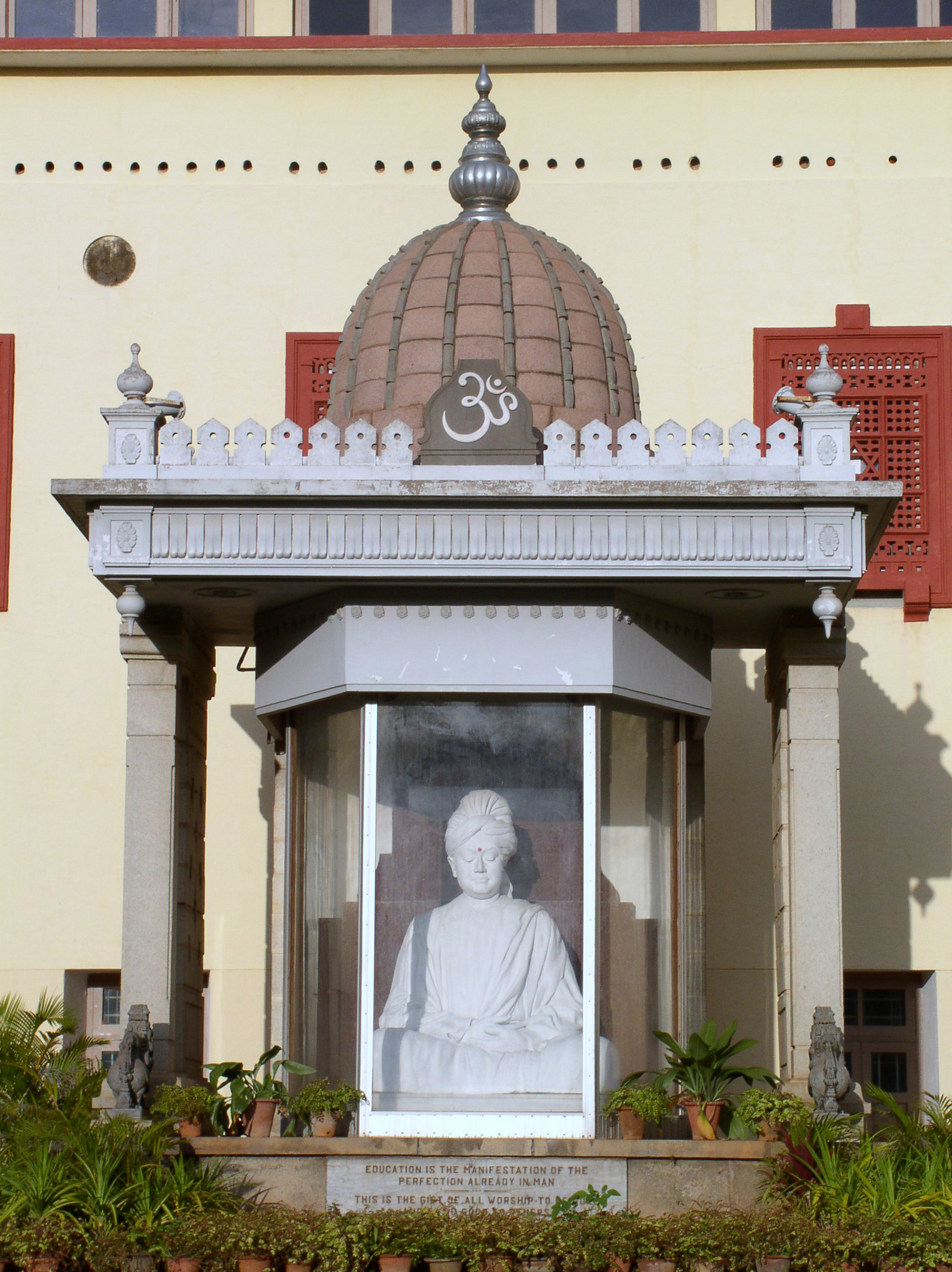
雕像《邁索爾》
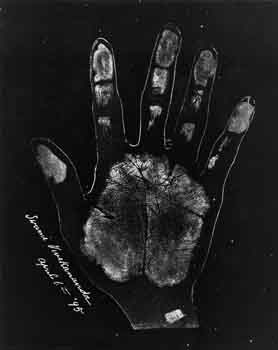
手掌
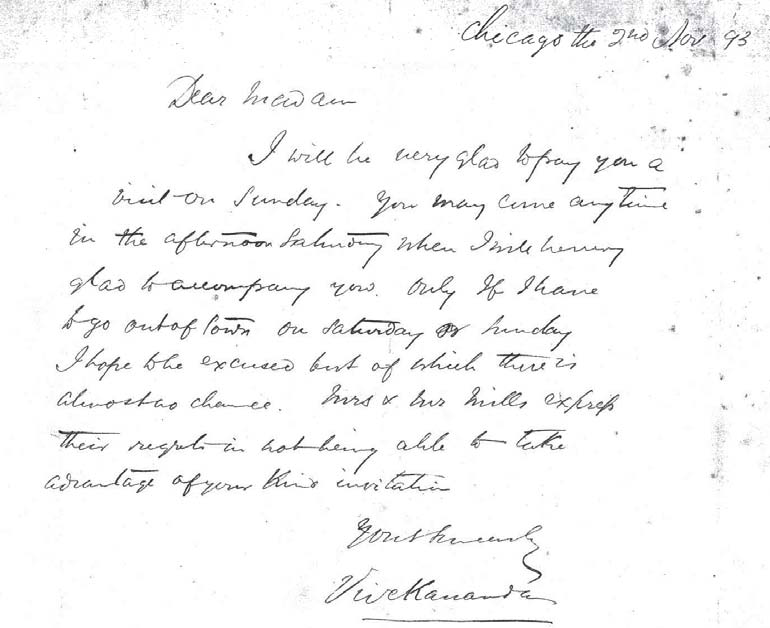
書信《1893年11月》
- 靈魂的話，它是由弟子公佈《1910年》
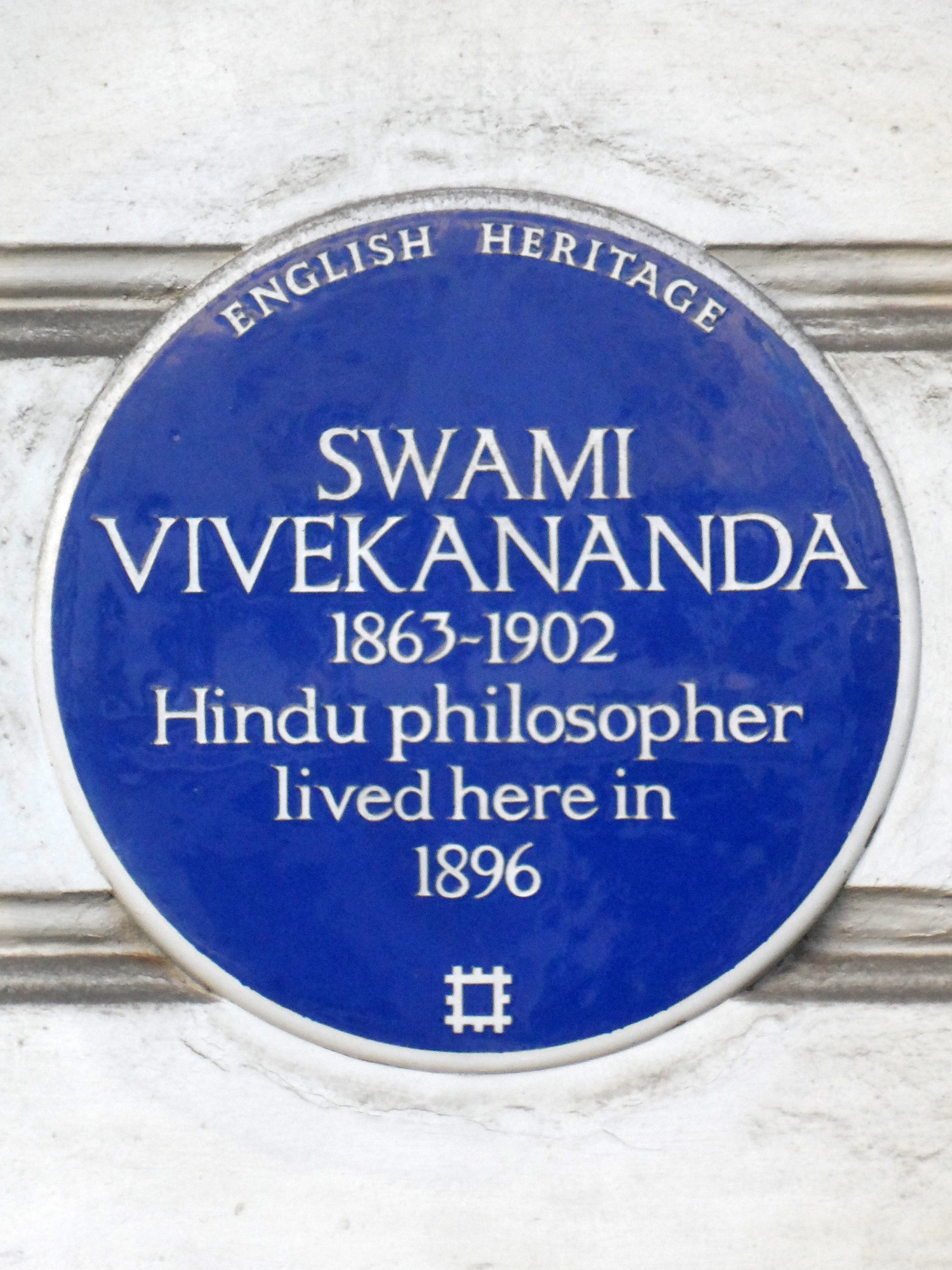
藍色牌匾《倫敦，皮姆利科》

## 相關著作
- 《辨喜 （页面存档备份，存于）》
- 《勝王瑜伽︰禪定之道 （页面存档备份，存于）》
- 《現在開始練習瑜伽 （页面存档备份，存于）》

## 外部連結
- 辨喜：20世紀最耀眼的流星[1]
- 把印度瑜伽介紹到西方的第一人：辨喜（Vivekananda） （页面存档备份，存于）
- The Complete Works of Swami Vivekananda online
- The Life and Teachings of Swami Vivekananda
- Vivekananda's biography

1. ↑  摘自《現在開始練習瑜伽 （页面存档备份，存于）》譯序